# Rita z Cascie
Svatá Rita z Cascie, vlastním jménem Margherita Lotti (1377/1381 Roccaporena – 22. května 1457 Cascia) byla italská vizionářka, augustiniánská stigmatizovaná řeholnice. Zemřela v pověsti svatosti.

## Život
Pocházela z rodiny střední třídy, z malého města Roccaporena, na jihu Umbrie. Už od mládí se chtěla stát řeholnicí, avšak na přání rodičů se jako čtrnáctiletá vdala za Paola Manciniho, příslušníka bohaté patricijské rodiny.
Její manžel byl na rozdíl od Rity prudké a svárlivé povahy, který lehce podlehl vlivu rodinných závazků. Spolu měli dva syny, dvojčata.
Ritin manželský život byl celkově poznamenaný společenskými mravy, panujícími v době vrcholné renesance. Neodmyslitelnou součástí byly silné rodové vazby, které byly téměř posvátnou věcí pro každého příslušníka významnější rodiny.
Asi po osmnáctiletém manželství se stal Paolo obětí krvavé pomsty, následně přišla Rita o oba syny, a tak se zbavila všech vazeb na světský život. K jejímu duchovnímu směřování přispěly zejména spisy bl. Simona Fidatiho o lásce k trpícímu Kristu, který zemřel za hříchy světa. Požádala o přijetí do kláštera svaté Máří Magdalény v Cascii. Jejímu přání však vzhledem k okolnostem (přetrvávající rodové boje) nebylo vyhověno. Za svůj cíl si tedy vytyčila ukončení nesvárů mezi oběma znepřátelenými rody. Začala také vést příkladný život opřený o pomoc chudým a podařilo se jí dosáhnout usmíření s vrahy svého manžela.
Náhle bylo jejímu přání vyhověno a byla přijata mezi řeholnice. Podle legendy se jí zjevili svatý Jan Křtitel, svatý Augustin a svatý Mikuláš Tolentinský, a otevřeli jí brány kláštera. V roce 1443 se u ní objevila stigmata a také na čele rána, připomínající rány z Ježíšovy trnové koruny.
Po smrti byla v klášteře pochována. Do dnešních dní se dochoval veršovaný životopis o Ritiných zázracích, včetně její autentické podobizny.
Z doby jejích posledních měsíců života se zachovala legenda, podle které si Rita přála od některé řeholnice v klášteře, aby jí ze zahrady přinesla čerstvé fíky a růži, nicméně venku byla obrovská zima. Sestra však šla, a opravdu přinesla Ritě růži i fíky, které v zahradě nalezla.

## Úcta
Svatá Rita je uctívána Katolickou církví, kanonizována byla 24. května 1900, papežem Lvem XIII. a její svátek slaví církev 22. května. Je patronkou neplodných žen a rodičů, manželů a matek a také je uctívána jako patronka v beznadějných situacích.

## Galerie

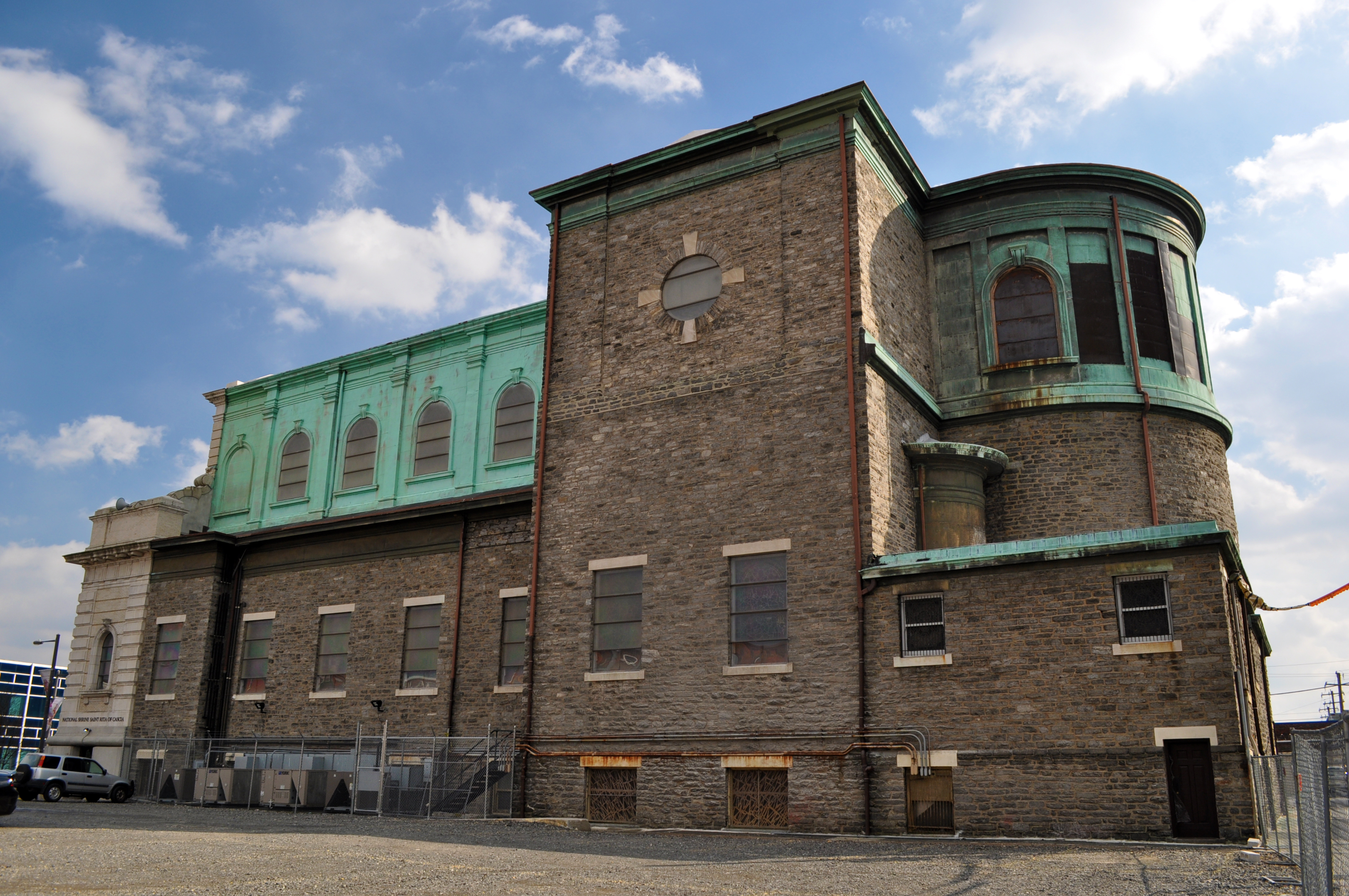
Národní svatyně sv. Rity, Filadelfie, USA
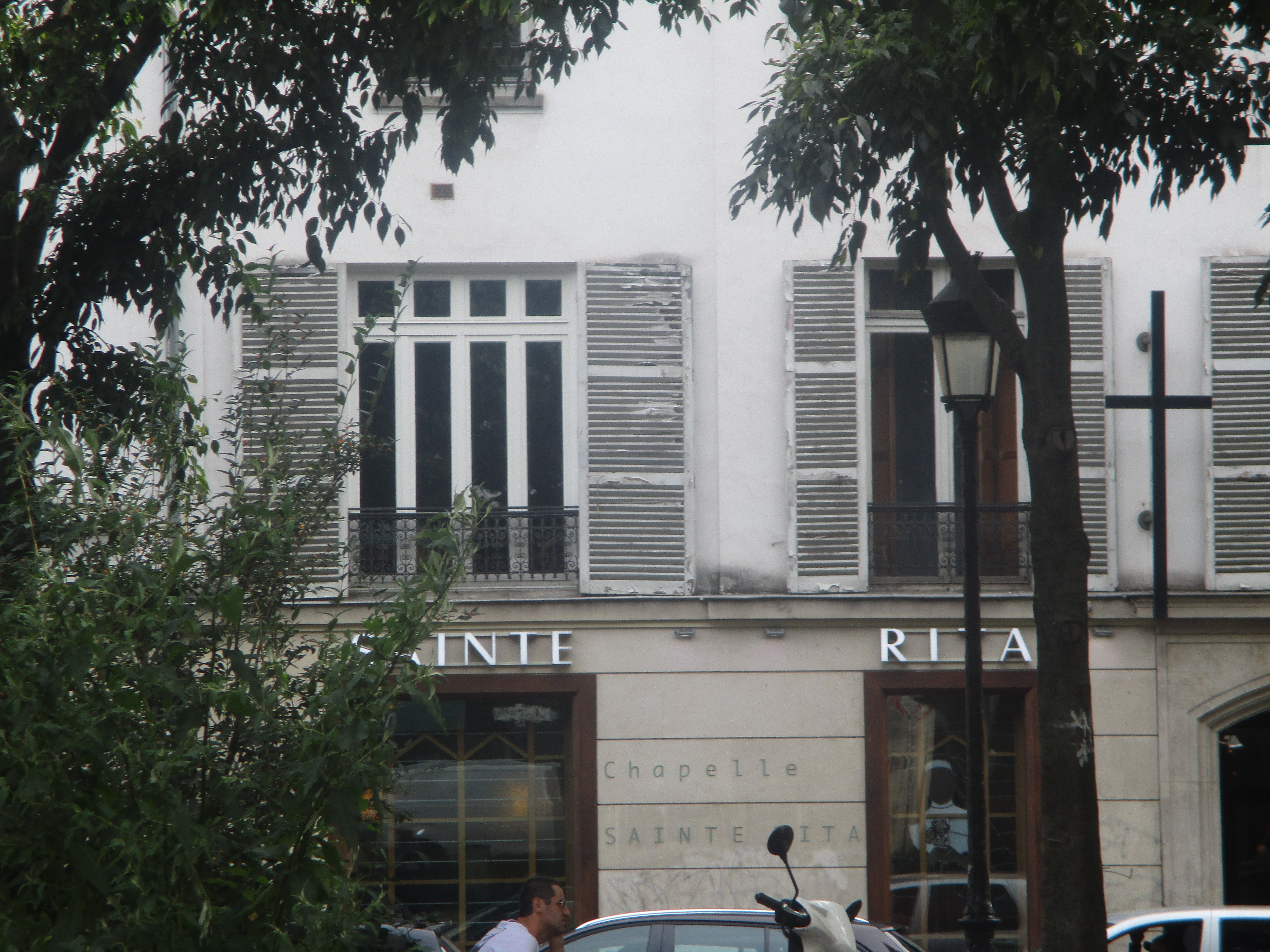
Kaple svaté Rity v Paříži, Francie
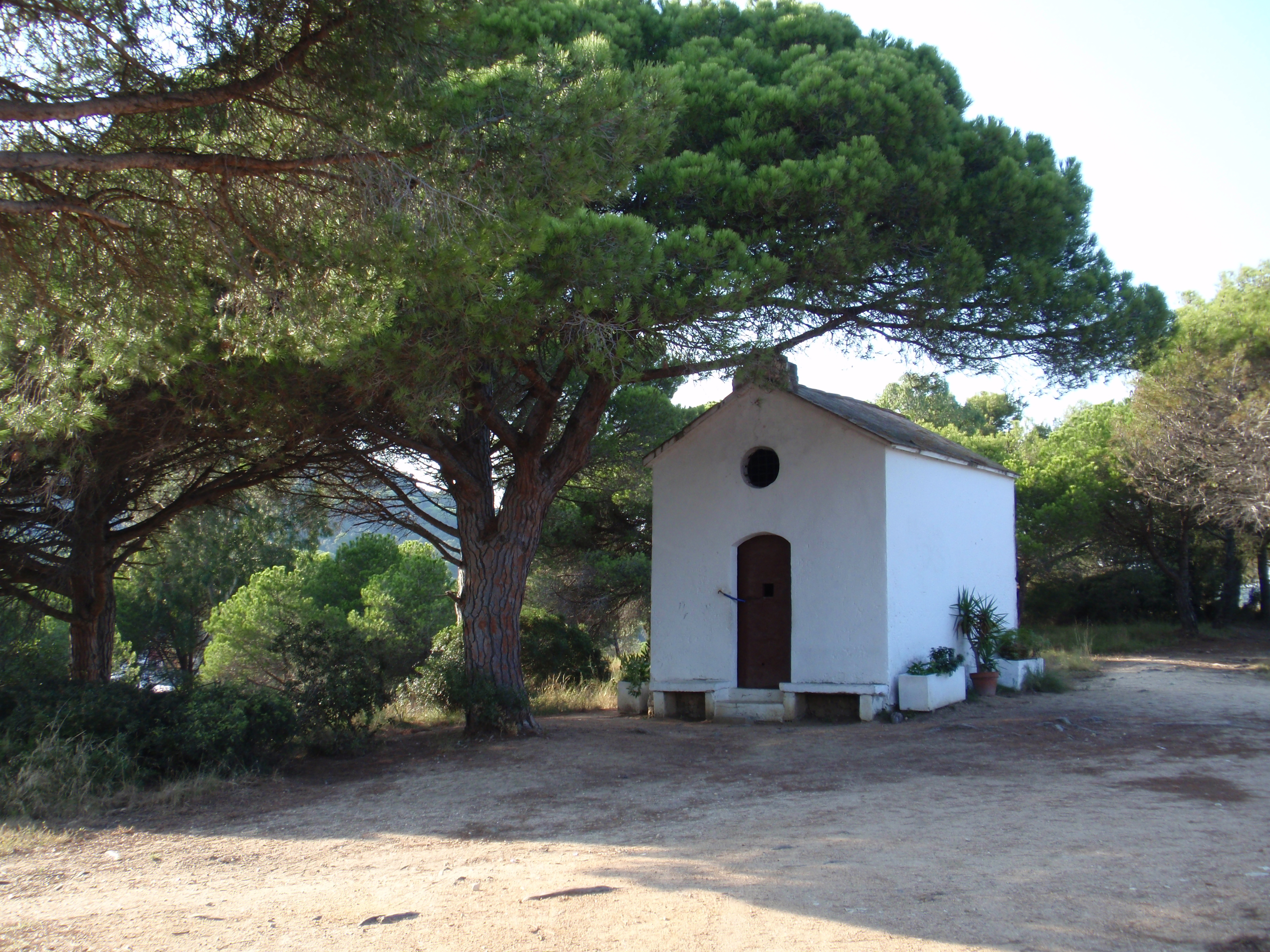
Kaple svaté Rity v Malgrat de Mar, Španělsko